# Helina obscuratoides
Helina obscuratoides este o specie de muște din genul Helina, familia Muscidae. A fost descrisă pentru prima dată de Johann Andreas Schnabl în anul 1887. Conform Catalogue of Life specia Helina obscuratoides nu are subspecii cunoscute.